# Hymenophyllum trapezoidale
Hymenophyllum trapezoidale är en hinnbräkenväxtart som beskrevs av Frederik Michael Liebmann. Hymenophyllum trapezoidale ingår i släktet Hymenophyllum och familjen Hymenophyllaceae. Inga underarter finns listade.